# Weyler
Pour les articles homonymes, voir Weyler (homonymie).
Ne doit pas être confondu avec Weiler.
Weyler (prononcé /vε.lεʁ/ ou /wε.lεʁ/, Weller en luxembourgeois) est un village de la ville belge d’Arlon située en Région wallonne dans la province de Luxembourg.
Le village est connu internationalement pour le casque romain du Ier siècle découvert lors des fouilles d’une tombe à incinération ainsi que pour le nom qu'il donne à la sortie no 32 de l'autoroute E 411.

## Géographie
Weyler est traversé à l’ouest par la route nationale 81, route très fréquentée venant d’Arlon (2 kilomètres plus au nord), se dirigeant vers Longwy, en France, et faisant partie du tracé de la route européenne 411 à partir de la sortie 32 de l’autoroute A4 située à l’extrémité sud du village.
Le ruisseau d'Autelbas, un affluent de l'Eisch, prend sa source à Weyler.

## Histoire
Le 9 juin 1793 éclata une bataille d’une durée de six heures où les révolutionnaires français ont battu les Autrichiens, ce qui vaut à la ville d'Arlon d’être mentionnée sur l’arc de triomphe à Paris.
Avant la fusion des communes de 1977, le village faisait partie de la commune d’Autelbas.

## Patrimoine
- Un casque romain de grande antiquité (parmi d'autres objets) fut découvert lors des fouilles en 1977 d’une tombe à incinération au lieu-dit Schlamfeld, le long de l'ancienne chaussée romaine Arlon-Metz[1],[2]. Ce casque de cavalier romain du Ier siècle, premier casque « à mèches de cheveux », fut restauré et est exposé depuis fin 2011 au musée archéologique d'Arlon[3].
- Le musée du cycle retrace l’évolution de la bicyclette de 1818 à 1990[4].
- L’église Saint-Laurent.
- Deux abris de la ligne Devèze subsistent aux abords du village, du côté du Seylerhoff.

## Économie
Au sud du village, à la sortie 32 de l’autoroute A4, se trouve une zone artisanale.
La localité est notamment desservie par le bus 1011 Liège-Bastogne-Arlon-Athus.

## Loisirs
- Cyclo-club créé en 1976[5] ;
- Tennis et padel au Tennis Club Garisart (fondé en 1981) sur la zone artisanale ;
- Bowling ;
- Comité des fêtes de Weyler-Autelhaut.

## Population
Weyler compte 448 habitants au 31 décembre 2012.